# Ipochira philippinarum
Ipochira philippinarum là một loài bọ cánh cứng trong họ Cerambycidae.